# Филипповский переулок
Фили́пповский переу́лок — улица в центре Москвы в районе Арбат между Сивцевым Вражком и Малым Афанасьевским переулком. В переулке расположены храм святителей Афанасия и Кирилла на Сивцевом Вражке, храм воскресения Словущего на Арбате и посольство Туркменистана.

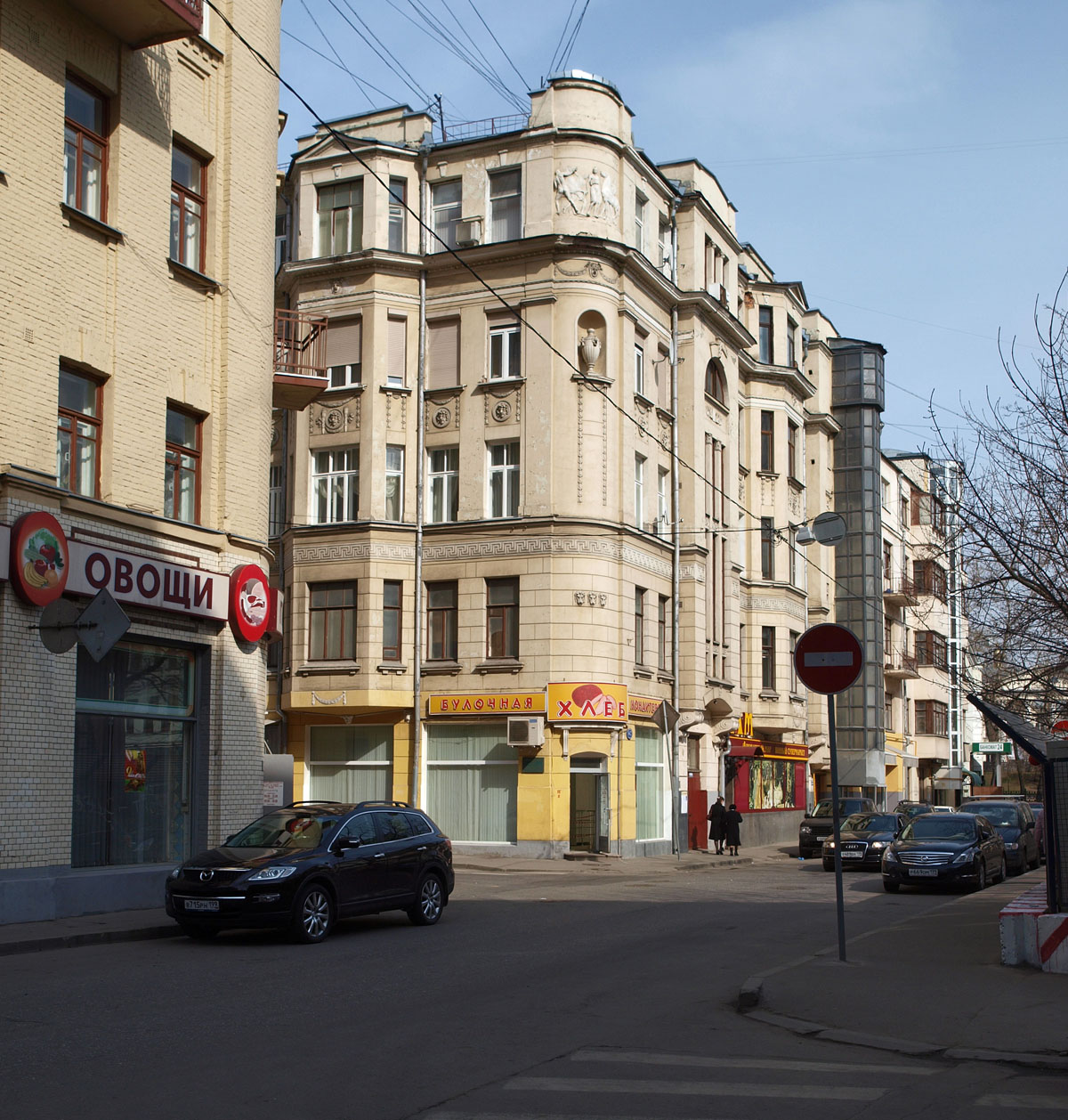
Сивцев Вражек и начало Филипповского переулка (слева между домами 2/6 и 8/16). Вид от Большого Афанасьевского.

## История
Самое раннее из известных названий переулка — Протасьевский по одному из домовладельцев. В XVI веке назывался Иконной улицей по находившимся здесь Изографской конторе (изография- греч. «точное воспроизведение») и слободе иконописцев. Здесь же тогда находился двор митрополита Московского и всея Руси Филиппа (1507—1569), по инициативе которого был построен храм во имя его небесного покровителя Святого апостола Филиппа. За противодействие жестокости Ивана Грозного Филипп был убит, но в середине XVII века канонизирован. И хотя официально Филипповский пер. получил название по церкви, в народном сознании его связывали с именем митрополита Филиппа. В 1959 году переименован в переулок Аксакова по фамилии писателя С. Т. Аксакова (1791—1859), который в 1849—1851 годах снимал квартиру в доме № 9 этого переулка. Там устраивались «аксаковские субботы», посещавшиеся представителями литературных кругов Москвы. В 1993 году восстановлено название Филипповский переулок.

## Здания и сооружения
По нечётной стороне:

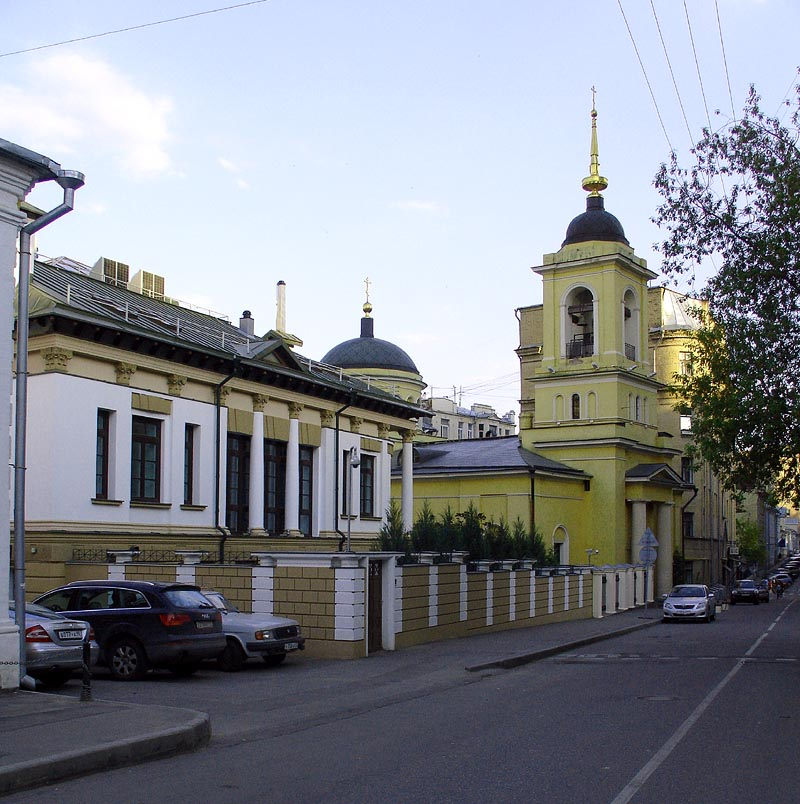
Дом 3. Храм святителей Афанасия и Кирилла на Сивцевом Вражке, вид со стороны Большого Афанасьевского.

- № 3 — Храм святителей Афанасия и Кирилла на Сивцевом Вражке;
- № 9 — Доходный дом Н. М. Борщова (1880-е — 1890-е, архитектор И. И. Поздеев), объект культурного наследия регионального значения[1].
- № 11, стр. 1, 2 — Студенческое общежитие им. С. В. Лепёшкина Императорского Московского Университета (1877, архитектор М. И. Никифоров; 1884, архитектор В. В. Барков). В строении 2 размещается Театральный дом «Старый Арбат»;
- № 13 — Жилой дом «Помпейский» (2005, архитектор М. Белов)[2], построенный в стиле неоклассицизма. Название «Помпейский» связано с пышным оформлением фасада здания, содержащим отсылку к стилизованным в духе помпеянских фресок интерьерам XVIII века[3]. В доме размещается правление ОАО «Россельхозбанк».

По чётной стороне:
- № 4 — Доходный дом (1908, архитектор К. Ф. Буров)
- № 4, стр. 1 — МИД России. Департамент капитального строительства и собственности за рубежом.
- Дом 8/1 — элитный жилой дом, в одной из квартир которого на 8 этаже проживает Алла Пугачёва[4]
- № 16 — Доходный дом (1908, арх. О. Г. Пиотрович)
- № 18 — Доходный дом (1905, архитектор Г. П. Евланов)
- № 20 — Храм воскресения Словущего на Арбате;
- № 22 — Доходный дом (1908, архитектор Г. П. Евланов; перестроен), в настоящее время — Посольство Туркменистана.

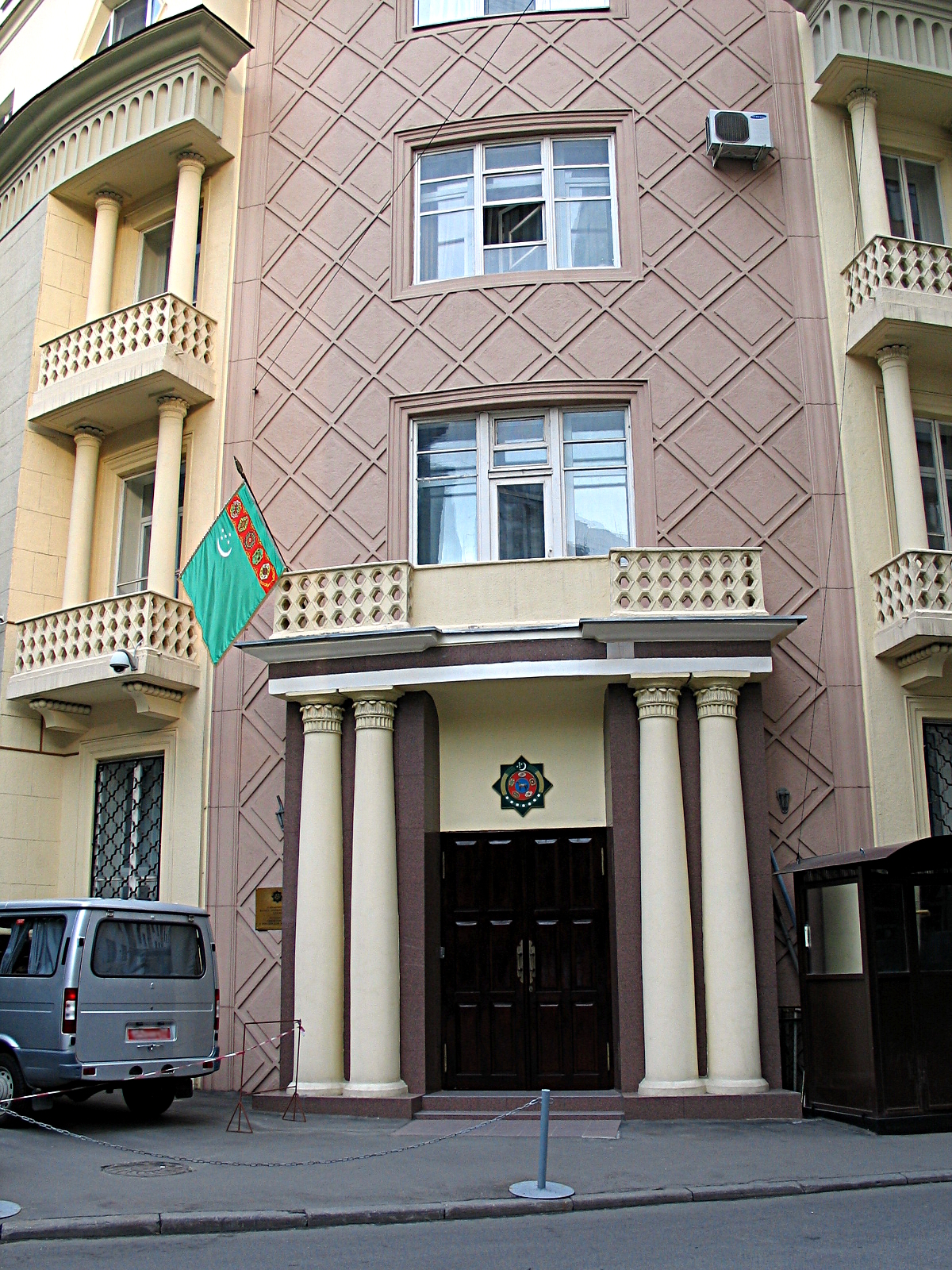
Здание посольства Туркменистана (Филипповский переулок, № 22).